# Jorge Matamoros
Jorge Valhermoso Matamoros, noto semplicemente come Jorge Matamoros o anche solo Matamoros (Madrid, 7 novembre 1984), è un ex giocatore di calcio a 5 spagnolo.

## Caratteristiche tecniche
Jorge Valhermoso Matamoros giocava nel ruolo di pivot. Definito "genio" del futsal, aveva una grande capacità realizzativa, una dote da "cecchino" grazie a un ottimo piede sinistro.

## Carriera
Cresciuto nelle società spagnole Pinto Fútbol Sala e Prone Lugo Asociación Deportiva, nel 2011 Matamoros si trasferisce all'Inter Fútbol Sala, squadra di calcio a 5 più titolata d'Europa: con 23 goal in 53 presenze, con la Máquina Verde riesce a vincere la Supercoppa di Spagna, decima della squadra e unico trofeo della carriera dello spagnolo, nell'annata 2011-2012, la sua prima delle due trascorse al club. Nel 2013 passa al Club Deportivo Burela Fútbol Sala, legando ben otto stagioni alla Marea Laranxa, rimanendo anche nel periodo in Segunda División. In seguito ad aver totalizzato numeri mostruosi con la maglia arancione, nel 2021 firma con il Meta Catania Calcio a 5. Approdando in Italia, mantiene la sua vena realizzativa: è infatti capocannoniere della squadra con 21 goal in 26 presenze nel 2021-2022. Dopo solo un anno con i siciliani, ritorna in Spagna, al Manzanares Fútbol Sala, segnando 11 goal in 28 partite.

## Palmarès
- Supercoppa di Spagna: 1

Inter: 2011